# Anamastigona albanensis
Anamastigona albanensis är en mångfotingart som beskrevs av Mauriès, Golovatch och Stoev 1997. Anamastigona albanensis ingår i släktet Anamastigona och familjen Anthroleucosomatidae. Inga underarter finns listade i Catalogue of Life.